# Эдетаны

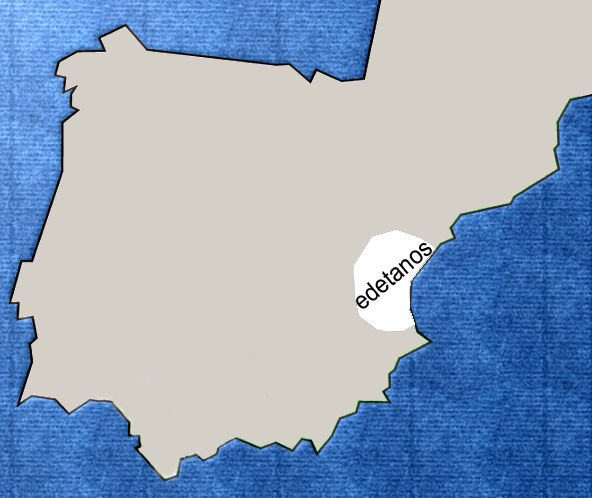
Область расселения эдетанов

Эдетаны (лат. Edetani, др.-греч. ᾽Ηδετανοί) — одно из доримских племён иберов, жившее в Тарраконской Испании и говорившее предположительно на иберском или тартессийском языках.
Эдитания занимала южную часть современной провинции Кастельон и северную часть провинции Валенсия с городами Валенсия, Сагунт и др. Территория их расселения на севере ограничивалась рекой Михарес, на западе горными хребтами Хаваламбре и Гудар, на юге рекой Хукар, на востоке Средиземным морем. На севере граничили с илеркаонами, на северо-западе — с седетанами, на западе — с олкадами, на юге — с контестанами.

## Эдетаны у античных авторов
Эдетаны упоминаются у Ливия, Страбона, Плиния Старшего и Птолемея. Согласно Страбону северной границей эдетанов была река Эбро. Согласно Плинию Старшему — река Михарес (Udiva). По ним Эдитания занимала территорию современных районов (комарок): Альто-Михарес, Плана-Баха, Альто-Палансия, Лос-Серранос, Кампо-де-Турия, Кампо-де-Морведре, Ойя-де-Буньоль, Уэрта-Оэсте, Валенсия, Уэрта-Сур, Рибера-Альта, Рибера-Баха и вероятно Рекена-Утьель.

## Эдетания
С социально-политической точки зрения эдетаны не были организованы в государство, со своими границами. Эдетания представляла собой федерацию независимых городов, которые объединялись в особых случаях, например, для совместного ведения войны (вторая пуническая война, войны с Римом). Ведущую роль в этом союзе играл город Edeta, который считался столицей и административным центром всей федерации.